# 보험법
보험법(保險法)은 전체로서 보험공법(公法)과 보험사법(私法)으로 나뉜다. 전자는 보험에 관한 공법으로 보험업법 또는 산업재해보험법과 같은 사회보험법을 포함하며, 후자는 보험에 관한 사법규정의 전체로 다시 보험업의 주체에 관한 법과 보험계약에 관한 법으로 나뉜다. 협의의 보험법은 보험계약에 관한 법만을 가리키며, 실정보험법(實定保險法)으로서 상법의 대상이 되는 것이 바로 이 협의의 보험법인 보험계약법이다. 즉, 영리보험(營利保險)에서 보험기업의 거래에 관한 법규정이 상법상의 보험법이다. 그러므로 보험법을 상행위법 속에 편제할 수 있지만, 보험은 일반적인 상행위 판행과는 다른 고유한 원리를 가지고 있어 통일된 법체계를 지닌 독자적인 영역을 인정해야 할 필요성이 있으므로 상법은 4편에 독립시켜 보험계약법으로서의 자족적(自足的)인 지위를 부여하고 있다. 상법보험편은 보험을 손해보험(損害保險)과 인보험(人保險)으로 나누고, 이들에 공통되는 통칙을 설치하여 3장(章)으로 구성되어 있다. 상법보험편은 민법의 채권법에 대한 특별법의 지위가 아니라 독립법적인 지위를 가지며, 영리보험에 관한 법이나 보험관계의 사회적·단체적·기술적 성질을 고려, 그 성질이 상반되지 않는 범위 내에서 상호보험(相互保險)에 준용하도록 하고 있다(664조).

### 개념
형식적 의의의 보험법은 상법 제4편의 보험의 규정을 말하고, 실질적 의의의 보험법은 보험기입을 그 대상으로 하는 모든 법규의 총체를 말한다.

### 특성
편면적 강행법규성, 기술성, 단체성, 사회성을 가진다.
제663조 (보험계약자등의 불이익변경금지)
이 편의 규정은 당사자 간의 특약으로 보험계약자 또는 피보험자나 보험수익자의 불이익으로 변경하지 못한다. 그러나 재보험 및 해상보험 기타 이와 유사한 보험의 경우에는 그러하지 아니하다.

### 보험법의 법원
제정법으로서의 상법 제4편, 보험특별법(보험업법, 의료보험법 등)이 있고, 관습법이 있다. 보험약관의 법원성에 대해서는 논란이 있다.

## 역사

### 영미법
생명보험법 (1774), Marine Insurance Act (MIA) 1906, 보험회사법(1909년) 등이 제정되었다.(California, New York 주의 보험법)

### 대륙법
독일 보험계약법 (Versicherungsvertragsgesetz; VVG)(1908년 제정)과 프랑스 보험법전 (Le code des assurances)( 1976년 보험관련 제반 법령의 통합편찬)가 있다.

## 관련 판례
대법원 2004다18903 판결: (중소기업은행 ↔ LG화재, 손해발견 사실의 30일 내 통지의무를 정한 영국 로이드사의 금융기관종합보험약관 조항의 효력)  ① 직원의 횡령 등으로 인한 손해를 보상하는 신원보증이나 재정보증 또는 신원보증보험에서 보상할 수 없는 금융기관 직원이나 제3자에 의한 대형 사고에 대한 대책으로 1990년대에 처음 국내에 도입된 것인 점, ② 보험계약상 보상한도액이 고액이고 보험의 성격상 국제적인 유대가 강하며 실무적으로도 동일한 내용의 영문 보험약관이 이용되고 보상액의 절대적인 비율이 해외에 재보험되고 있는 점, ③ 보험계약의 당사자가 모두 금융기관으로서 서로 대등한 경제적 지위에서 계약조건을 정할 수 있어 보험계약자의 이익보호를 위한 법의 후견적 배려가 필요하다고 보이지 아니하는 점 등에 비추어, 원래 경제적으로 약한 처지에 있는 일반 대중을 보호하기 위하여 인정된 상법 제663조 본문 소정의 불이익변경 금지원칙은 상법 제663조 단서의 규정에 의하여 이 사건 보험계약에는 그 적용이 배제된다.

## 고지의무
보험계약자나 피보험자는 보험계약을 체결할 때 중요한 사항을 고지(告知)하여야 하고 또 부실(不實)한 고지를 하여서는 안 된다는 의무를 부담하는 바 이것을 고지의무라 한다. 이 의무에 위반하면 보험자는 계약을 해지(解止)할 수 있다(651조). 그러나 이행을 강제하거나 위반에 대한 손해배상을 청구할 수는 없다. 보험관계에 있어서는 동질적인 위험 하에 있는 다수의 보험계약자(위험단체)의 내부에서 위험정도의 평균이 유지되고 또 공동준비재산으로서의 보험료총액과 보험급여총액은 균형이 유지될 필요가 있다. 이러한 규정을 유지하기 위하여서는 보험계약을 체결할 때에 각각 위험을 측정하여 이른바 위험의 선택, 즉 어떤 위험을 인수할 것인가 또는 어떤 종류의 보험료를인수할 것인가를 선택하여야 한다. 그러나 보험계약 당시 보험자 스스로 모든 경우의 조사를 할 수는 없으므로 위험에 관한 사항을 가장 잘 알고 있는 보험계약자로부터 협력을 얻어야 할 것이다. 이 위험의 측정에 대하여 보험계약자나 피보험자가 협력할 필요성을 충족시키고자 하는 것이 고지의무제도의 존재이유라 할 수 있다. 이 의무는 보험기술이 발달함에 따라 능동적인 의무로부터 보험자가 준비한 질문표(質問表)에 기계적으로 답변하는 수동적인 의무로 이행하고 있다. 고지하여야 할 중요사항은 손해보험에 있어서는 보험의 목적의 물리적 성상·구조·사용목적·장소·법률 관계 등이고, 인보험(人保險)에 있어서는 피보험자의 결핵·고혈압·신장염 등과 같은 주요병력(病歷) 등이라 할 수 있는바 보통 질문표에 대하여서 상법은 아무런 규정을 두고 있지 아니하므로 객관적으로 보아 보험자가 그 사실을 안다면 계약을 체결하지 않든가 적어도 동일한 조건으로는 계약을 체결하지 아니했을 것이라고 생각되는 사항이 중요사항이다.

## 주요 법원판례
- 대법원 1974.12.10 선고 73다1591 판결
- 대법원 1980.11.25 선고 80다1109 판결
- 대법원 1984.1.17 선고 83다카1940 판결
- 서울고법 1985.11.13 선고 85나1676 판결
- 대법원1987.4.14. 선고 87도153 판결
- 대법원 1987.7.21 선고 1987다카831 판결
- 대법원1988614선고1987다카2276 판결
- 대법원1988524선고1987다카3133 판결
- 대법원1989131선고1987도2172 판결
- 대법원19891010선고1989도감117 판결
- 대법원198959선고1988도1288 판결
- 대법원1989926선고1988도2111 판결
- 대법원1989131선고1987도2172 판결
- 대법원1989328선고1988다4645 판결
- 대법원19891128선고1988다카33367 판결
- 대법원1989425선고1987다카1669 판결
- 대법원19891114선고1988다카29177 판결
- 대법원1990626선고1989도2537 판결
- 대법원199029선고1989다카21965 판결
- 대법원1990427선고1989다카24070 판결
- 대법원19901211선고1990다카26553 판결
- 서울민지법19901031선고1990가단15905 판결
- 대법원19911210선고1990다10315 판결
- 대법원199179선고1991다14291 판결
- 대법원1991813선고1991다18712 판결
- 대법원19921124선고1991다47109 판결
- 서울민사1992130선고1991가합54300 판결
- 대법원19921023선고1992다28259 판결
- 대법원1992512선고1992다4345 판결
- 대법원19921124선고1992다28631 판결
- 대법원1992121선고1990다카2549 판결
- 대법원1992818선고 91다38297 판결
- 대법원199339선고1992도3417 판결
- 대법원19931224선고1993도2540 판결
- 대법원1993413선고1992다45261 (본소)판결
- 대법원1993413선고1992다45278 (반소)판결
- 대법원1993413선고1992다52085 판결
- 대법원1993413선고1992다52092 판결
- 대법원1993713선고1992다39822 판결
- 대법원1993629선고1993다1770 판결
- 대법원1993413선고1993다3622 판결
- 대법원1993511선고1992다2530 판결
- 대법원199329선고1992다31101 판결
- 대법원1993119선고1993다23107 판결
- 서울민사지법199382선고1993가단79085 판결
- 대법원19941014선고1994다17970판결
- 대법원199499선고1994다16663판결
- 대법원1994527선고1994다6819판결
- 대법원1994812선고1994다2145판결
- 대법원1994624선고1994다14414판결
- 대법원19941025선고1993다39942판결
- 대법원199499선고1994다18003판결
- 대법원1994913선고1994다15332판결
- 대법원1994429선고1993다55180판결
- 대법원1994823선고1993다59595판결
- 대법원19941125선고1994다32917판결
- 대법원1994126선고1993다37991판결
- 대법원1994826선고1994다4073판결
- 대법원19941227선고1993다29396판결
- 대법원1995811선고1994다52492판결
- 대법원19951116선고1994다56852판결
- 대법원1995526선고1994다60615판결
- 대법원1995725선고1994다52911판결
- 대법원1995531선고1996다10454판결
- 대구지법1995222선고1994가단861판결
- 대법원1995725선고1995다17267판결
- 대법원19961223선고1996다27971판결
- 대법원1996726선고1995다52505판결
- 대법원1996528선고1996다6998판결
- 대법원1996531선고1996다10454판결
- 대법원19961122선고1996다37084판결
- 서울고법1997625선고1996나38744판결
- 대법원19971028선고1997다33089판결
- 대법원1997530선고1995다14800판결
- 대법원19971024선고1997다20229판결
- 대법원1997411선고1996다32263판결
- 대법원1997228선고1996다53857판결
- 대법원 1997930선고97다24276판결
- 대법원19981127선고1998다32564판결
- 대법원1998428선고1997다11898판결
- 서울지법199899선고1997나14001판결
- 대법원 1998414선고1997다39308판결
- 대법원 19981124선고 1998다25061 판결
- 대법원 199894선고 1998다22604판결
- 대법원 199894선고 1998다22611 판결
- 대법원 1998.3.27선고 97다48753 판결
- 대법원1999622선고 98다11451 판결
- 대법원1999427선고 98다54830판결
- 대법원1999427선고 98다54847판결
- 대법원1999511선고 98다59842판결
- 대법원199997선고 98다19240판결
- 대법원19991126선고 99다37474판결
- 대법원1999611선고 99다3143판결
- 대법원1999119 선고 99다49293판결
- 울산지법19991222선고 99나3358 판결
- 대법원1999713선고 98다63162 판결
- 대법원199993선고1999다10349판결
- s:대법원1999514선고1998다58283판결
- s:서울지법1999610선고1998가합70264판결
- s:대법원1999426선고1996다4909판결
- s:대법원200074선고1998다62909판결
- s:대법원2000530선고1999다66236판결
- s:대법원2000822선고2000다21345판결
- s:대법원20001124선고1999다42643판결
- s:대법원2000323선고1999다66878판결
- s:대법원2000128선고1999다50712판결
- s:대법원2000211선고1999다50699판결
- s:대법원2000623선고2000다9116판결
- s:서울지법2000831선고1999나69012판결
- s:대법원2000421선고1999다72293판결
- s:대법원2000121선고1999다41824판결
- s:대법원200098선고2000다89판결
- s:대법원20001010선고2000다32352판결
- s:대법원2000530선고1999다66236판결
- s:대법원2000225선고1999다40548판결
- s:대법원2001918선고2001다14917판결
- s:대법원2001918선고2001다14924판결
- s:대법원2001727선고1999다55533판결
- s:대법원200115선고2000 다31847판결
- s:대법원20011127선고1999다33311판결
- s:대법원20011228선고1999다14037판결
- s:부산고법2001622선고2000나13610판결
- s:대법원200129선고2000다55089판결
- s:대법원2001213선고1999다13737판결
- s:대법원2001914선고1999다42797판결
- s:대법원20011023선고2001다2372판결
- s:대법원2001119선고2001다55499판결
- s:대법원2001119선고2001다55505판결
- 서울지법20011213선고2001나36831판결
- s:대법원200296선고2002다30206판결
- s:광주고법2002417선고2001나7758판결
- s:대법원2002326선고2001다6312판결
- s:서울지법2002820선고2001가합53429판결
- s:대법원200296선고2002다32547판결
- s:대법원2002628선고2002다22106판결
- s:대법원2002628선고2002다22106판결
- s:대법원2002418선고1999다38132판결
- s:대법원2002924선고2002다27620판결
- s:대법원200218선고2001다62251판결
- s:대법원2002329선고2001다49234판결
- s:대법원20021011선고2002다564판결
- s:대법원2003822선고2003다27054판결
- s:대법원2003530선고2003다15556판결
- s:대법원20031211선고2001다33253판결
- s:대법원20031023선고2002다26320판결
- s:대법원2003124선고2002다33496판결
- s:대법원2003425선고2002다64520판결
- s:대법원20031113선고2001다49623판결
- s:대법원20031023선고2001다18285판결
- s:대법원2003110선고2000다41653판결
- s:대법원2003110선고2000다41660판결
- s:인천지법2003425선고2001 가합8604판결
- s:대법원20031226선고2002다61958판결
- s:대법원2003722선고2003다24451판결
- s:대법원2003610선고2002다63312판결
- s:대법원2004427선고2003다7302판결
- s:대법원20041125선고2004다28245판결
- s:대법원2004820선고2002다20899판결
- s:대법원2004820선고2003다26075판결
- s:대법원2004611선고2003다18494판결
- s:대법원20041111선고2003다30807판결
- s:대법원20041111선고2003다30807판결
- s:대법원20041224선고2004다20265판결
- s:대법원2004423선고2003다62125판결
- s:대법원200479선고2003다29463판결
- s:대법원2005625선고2003다60592판결
- s:대법원2005107선고2005다28808판결
- s:대법원2005129선고2004다26164판결
- s:서울고법2005525선고2004나84339판결
- s:대법원2005825선고2004다18903판결
- s:대법원2005714선고2004다36215판결
- s:대법원20051110선고2005다38249판결
- s:대법원2005728선고2005다23858판결
- s:대법원200569선고2005다15444판결
- s:대법원2005310선고2003 다61580판결
- s:대법원2005128선고2002 두12052판결
- s:부산고법2005527선고2005나1216판결
- s:대법원2005819선고2002다59764판결
- s:대법원2005429선고2004다57687판결
- s:대법원2005107선고2003다6774판결
- s:대법원2005114선고2003다38573판결
- s:대법원2005114선고2003다38580판결
- s:대법원2005128선고2003다40729판결
- s:대법원2005325선고2004다71232판결
- s:대법원2005915선고2005다10531판결
- s:대법원2005129선고2003다9742판결
- s:대법원2006630선고2006다19672판결
- 대법원2006630선고2006다19689판결
- 대법원2006126선고2005다60017판결
- 대법원2006126선고2005다60024판결
- 대법원20061123선고2004다45356판결
- 대법원20061013선고2004다16280판결
- 대법원2006126선고2004다19104판결
- 부산지법2006512선고2005가합13991판결
- 대법원 20061123선고2004다20227판결
- 대법원 20061123선고2004다20234판결
- 대법원 20061123선고2006다29853판결
- 대법원 2006928선고2004다48768판결
- 대법원 2006630선고2005다21513판결
- 대법원 2006413선고2005다77305판결
- 대법원 2006413선고2005다77312판결
- 대법원 20061110선고2005다35516판결
- 대법원 2006113선고2005다46431판결
- 대법원 2006427선고2003다60259판결
- 대법원 2006922선고2004다56677판결
- 대법원 2006922선고2004다56677판결
- 대법원 2006629선고2005다11602판결
- 대법원 2006629선고2005다11619판결
- 대법원 2006310선고2005다49713판결
- 대법원 2006119선고2005다55817판결
- 대법원 20061013선고2006다35896판결
- 대법원 2006119선고2005다55817판결
- 대법원 2007928선고2005다5598판결
- 대법원 2007427선고2006다87453 판결
- 대법원 20071026선고2006다39898 판결
- 대법원 2007222선고2006다72093 판결
- 대법원 20071227선고2006다29105 판결
- 대법원 20071227선고2007다54450 판결
- 대법원 20071228선고2007다54351 판결
- 대법원 2007426선고2006다54781 판결
- 대법원 2007315선고2004다64272 판결
- 대법원 20071025선고2005다15949 판결
- 대법원 200729선고2006다28553 판결
- 대법원 2007112선고2006다43330 판결
- 대법원 2007125선고2006다60793 판결
- 대법원 20071213선고2007다67920 판결
- 대법원 200796선고2006다55005 판결
- 대법원 20071130선고2005두5529 판결
- 대법원 2007413선고2006다49703 판결
- 대법원 2008612선고2008다8430 판결
- 대법원 2008131선고 2005다57806 판결

## 같이 보기
- 보험

## 참고 문헌
- 이기수∙최병규∙김인현, 『보험∙해상법』, 박영사, 2008. ISBN 9788910515210
- 장덕조, 보험법 판례연구집, 법영사, 2010. ISBN 9788970322674